# Трутнов
Трутнов (на чешки: Trutnov; на немски: Trautenau) е град в Краловохрадецки край, Чехия. Разположен на планината Кърконоше и лежи в долината на река Упа.

## Градски части
Адамов (Adamov), Баби (Babí), Бохуславице (Bohuslavice), Боище (Bojiště), Долни Пържедмести (Dolní Předměstí), Долни Старе Место (Dolní Staré Město), Хорни Пържедмести (Horní Předměstí), Хорни Старе Место (Horní Staré Město), Криблице (Kryblice), (Lhota), Либеч (Libeč), Нови Рокитник (Nový Rokytník), Обланов (Oblanov), Поржичи (Poříčí), Стари Рокитник (Starý Rokytník), Стържедни Пържедмести (Střední Předměstí), Стържитеж (Střítež), Студенец (Studenec), Внитържни Место (Vnitřní Město), Воланов а Волетини (Volanov a Voletiny).

## Партньорски градове
Трутнов има партньорство с:
- Кемпно, Полша
- Каменна Гора, Полша
- Лофелден, Германия
- Сеница, Словакия
- Свидница, Полша
- Стшелин, Полша